# 小行星72804
小行星72804（72804 Caldentey）是一颗绕太阳运转的小行星，为主小行星带小行星。该小行星于2001年4月11日发现。
該小行星以西班牙馬略卡天文台的創始人瑪麗亞-多萊斯·卡爾登泰·里厄斯（Maria-Dolorès Caldentey Rius）命名。

## 轨道参数
小行星72804的轨道半长轴为2.9731440 UA，离心率为0.082。